# 康韋鎮區 (堪薩斯州索姆奈縣)
康韋鎮區（英語：Conway Township）為美國堪薩斯州索姆奈縣轄下的鎮區。2010年美国人口普查中此鎮區人口有1,250人。

## 地理
康韋鎮區涵蓋總面積為94.0平方（36.29平方英里），其中陸地面積為94.0平方（36.29平方英里），水域面積為0平方（0.00平方英里）或0.00%。

## 人口統計
根據2010年美國人口普查，康韋鎮區人口有1,250人，其中男性有611人，女性有639人，人口密度為每平方公里13.30人，住房計499戶。鎮區內的白人有1,215人，非裔美國人有6人，美洲原住民有5人，亞裔美國人有0人，太平洋島裔美國人有0人，其他種族有5人，混血種族則有19人。此外鎮區內有23人為西班牙裔或拉丁裔美國人。此鎮區之年齡中位數為33.7歲，而男性年齡中位數為32.4歲，女性年齡中位數為34.9歲。

## 交通

### 主要公路
- 42號堪薩斯州州道
- 49號堪薩斯州州道